# 幾何アルベド
幾何アルベド(きかアルベド、Geometric albedo)は、位相角0°の実際の明るさと、同じ直径の理想的な平面円盤での完全な拡散反射（ランバート反射）との比である。
拡散反射は、光源の位置に関わらず、等方的に反射することを意味する。位相角0°は、光源の方向に沿って観測することに相当する。地上の観測者からは、観測対象の天体が衝または黄道にある時にこの状況が生じる。
可視幾何アルベドは、可視光領域のみの幾何アルベドである。

## 大気のない天体
大気のない天体の表面の物質（レゴリス）は、ランバート面とは大きく異なって衝効果を示し、光を等方向に拡散するよりは、光源の方向に真っ直ぐに反射する傾向が強い。
このような天体の幾何アルベドは、双方向反射率分布関数の強いピークが位相角0°に近い小さな範囲にあるため、決定が難しい。このピークの強さは天体によってかなり異なり、十分小さな位相角での観測によってのみしか決定できない。このような測定は、観測者が入射光に非常に近い正確な位置を取らないといけないため、通常は難しい。例えば、月が正確に位相角0°の位置にあると食が生じてしまうため、地球からは見えない。他の太陽系の天体は、衝の時であっても、同時に昇交点にある時でなければ、正確に位相角0°になることはない。実際には、天体の方向反射率パラメータを求めるのに、0°ではない非常に小さな角度が使われている。これらにより記述される反射率関数を、位相角0°に外挿することで、幾何アルベドの評価値が得られる。
土星の衛星エンケラドゥスやテティスのように、非常に明るく、地表が固体で、大気のない天体では、合計の反射（ボンドアルベド）は1に近く、強い衝効果が働いて、幾何アルベドは1を超える（エンケラドゥスの場合は1.4）。つまり、天体の縁のような入射角が小さい場合であっても、光は光源の方向に向かって反射しやすい。1を超える幾何アルベドは、光源の方向に散乱する光の強さがあらゆるランバート面よりも高いことを意味する。

## 例
幾何アルベドは、天体の表面や大気の性質によって、ボンドアルベドよりも大きくなったり小さくなったりする。
例：
| 名前           | ボンドアルベド | 可視幾何アルベド |
| -------------- | -------------- | ---------------- |
| 水星           | 0.119          | 0.138            |
| 金星           | 0.90           | 0.67             |
| 地球           | 0.306          | 0.367            |
| 火星           | 0.25           | 0.15             |
| 木星           | 0.343          | 0.52             |
| 土星           | 0.342          | 0.47             |
| エンケラドゥス | 0.99           | 1.4              |
| 天王星         | 0.300          | 0.51             |
| 海王星         | 0.290          | 0.41             |
| 冥王星         | 0.4            | 0.44-0.61        |
| エリス         | 0.96           |                  |